# WCT Tournament of Champions 1977
Il WCT Tournament of Champions 1977 è stato un torneo di tennis. Per il singolare è stata la 1ª edizione e si è giocata a Lakeway negli USA dal 10 al 13 marzo 1977 per la parte alta del tabellone e dal 10 al 13 luglio per la parte bassa, mentre la finale si è disputata al Madison Square Garden di New York il 17 settembre 1977. L'evento fa parte del World Championship Tennis 1977.

## Campioni

### Singolare maschile
Harold Solomon ha battuto in finale  Ken Rosewall con il punteggio di 6–5, 6–2, 2–6, 0–6, 6–3